# Vazba (právo)

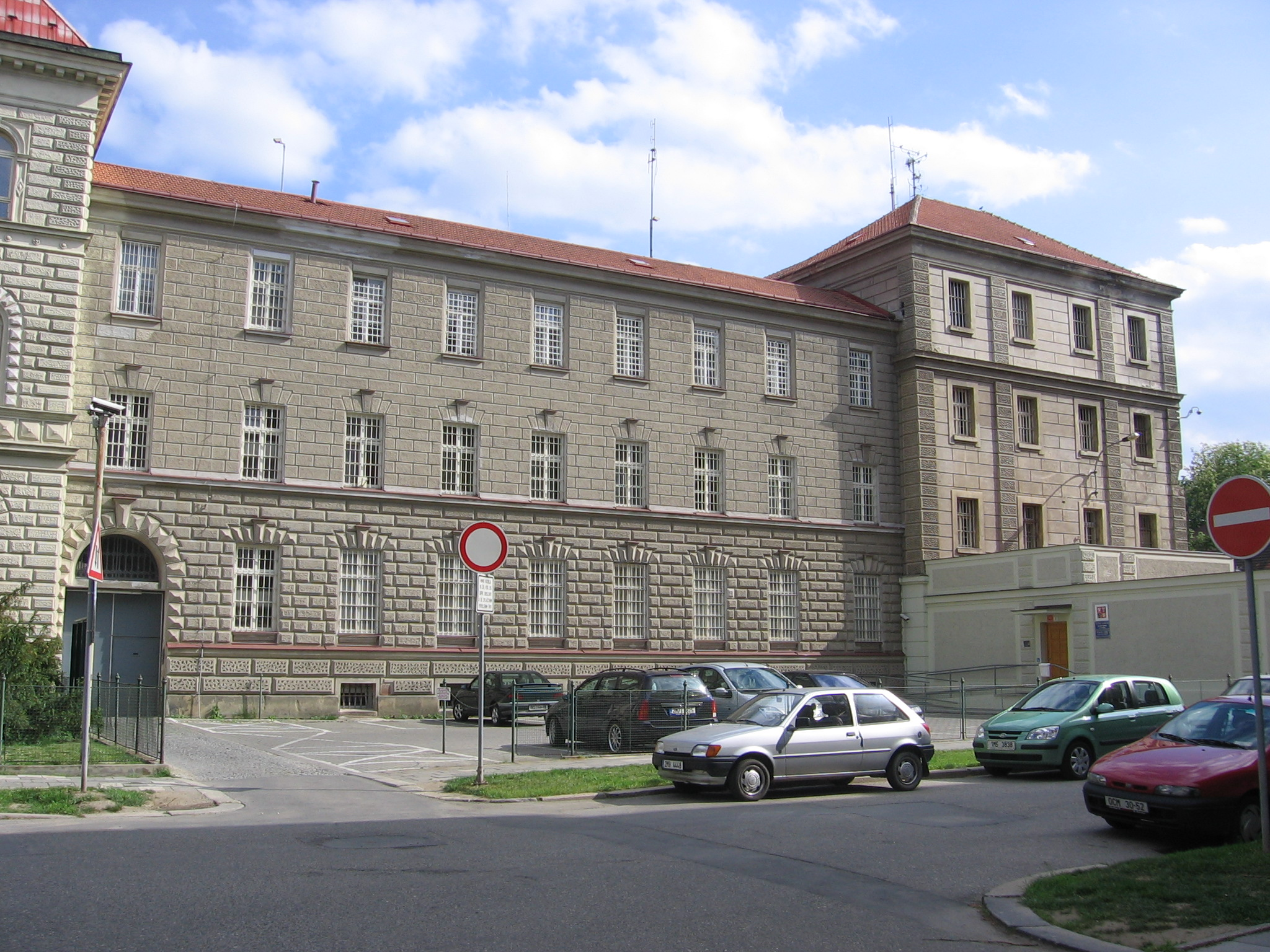
Budova vazební věznice v Olomouci

Vazba je mimořádné opatření na základě důkazů v trestním řízení, které slouží k zajištění obviněné osoby po dobu nezbytně nutnou pro účely týkající se trestního řízení a následného výkonu trestu. Účelem vazby je zabránit obviněnému, aby se vyhýbal trestnímu řízení nebo trestu, aby mařil či ztěžoval provádění důkazů, aby dokonal trestný čin či páchal další trestnou činnost. Podstatou vazby je dočasné (nicméně zpravidla delší, řádově trvající týdny, měsíce, výjimečně i roky) omezení osobní svobody obviněného rozhodnutím soudu ve specializované vazební věznici či ve vazebním oddělení věznice běžné. Vazba má pouze zajišťovací funkci, nelze ji pokládat za trestní sankci či prostředek nápravy, zároveň také nijak dopředu neurčuje výsledek trestního stíhání (budoucí odsouzení obviněného). Vazbu je třeba odlišovat od zadržení, které je jiným trestněprocesním institutem k zajištění osob a od zajištění, které je upraveno zákonem o Policii České republiky.

## Rozhodování o vzetí do vazby
O vzetí do vazby rozhoduje soud, v přípravném řízení rozhoduje soudce pouze na návrh státního zástupce. Rozhoduje se usnesením, proti kterému je přípustná stížnost, jež však nemá odkladný účinek. Požadavek soudního rozhodování o vazbě v trestním řízení vyplývá z Listiny základních práv a svobod a z mezinárodních dohod o ochraně základních lidských práv a svobod, k nimž Česká republika přistoupila. Podle trestního řádu účinného před listopadem 1989 o vazbě rozhodoval prokurátor.

## Podmínky vzetí do vazby
Obviněný smí být vzat do vazby jen tehdy, jestliže z jeho jednání nebo dalších konkrétních skutečností vyplývá důvodná obava,
- že uprchne nebo se bude skrývat, aby se tak trestnímu stíhání nebo trestu vyhnul, zejména nelze-li jeho totožnost hned zjistit, nemá-li stálé bydliště anebo hrozí-li mu vysoký trest (tzv. útěková vazba),
- že bude působit na dosud nevyslechnuté svědky nebo spoluobviněné nebo jinak mařit objasňování skutečností závažných pro trestní stíhání (tzv. koluzní vazba), nebo
- že bude opakovat trestnou činnost, pro niž je stíhán, dokoná trestný čin, o který se pokusil, nebo vykoná trestný čin, který připravoval nebo kterým hrozil (tzv. předstižná vazba).

Další podmínkou pro vzetí obviněného do vazby je, že dosud zjištěné skutečnosti nasvědčují tomu, že skutek, pro který bylo zahájeno trestní stíhání, byl spáchán, má znaky trestného činu, jsou zřejmé důvody k podezření, že tento trestný čin spáchal obviněný, a s ohledem na osobu obviněného, povahu a závažnost trestného činu nelze v době rozhodování účelu vazby dosáhnout jiným opatřením.
Do tzv. vyhošťovací vazby lze podle § 350c trestního řádu vzít odsouzeného k trestu vyhoštění, pokud je obava, že se bude skrývat nebo jinak výkon tohoto trestu mařit.

## Trvání vazby, další rozhodování o ní a o propuštění na svobodu
Vazba trvá jen nezbytně nutnou dobu, všechny orgány činné v trestním řízení jsou povinny z úřední povinnosti průběžně zkoumat, zda důvody vazby trvají nebo se nezměnily, o prodloužení vazby jsou povinny opakovaně rozhodovat v intervalu 3 měsíců. Pokud důvody vazby pominou, musí být obviněný ihned propuštěn na svobodu. Obviněný má také právo žádat o propuštění na svobodu, o takové žádosti musí být rozhodnuto bez zbytečných odkladů. Trestní řád také stanoví celkovou dobu vazby, kterou nelze překročit. Podle závažnosti stíhaného trestného činu činí od jednoho do čtyř let, přičemž z této doby připadá jedna třetina na přípravné řízení a dvě třetiny na řízení před soudem. Po uplynutí této doby, případně její části připadající na určité stadium trestního řízení, je třeba obviněného ihned propustit na svobodu bez ohledu na trvání důvodů vazby. Orgány činné v trestním řízení jsou povinny vyřizovat vazební věci přednostně s největším urychlením.
Na rozhodování o trvání vazby se v přípravném řízení podílí státní zástupce a soudce. O uvalení vazby rozhoduje výlučně soudce na návrh státního zástupce. Státní zástupce může obviněného propustit na svobodu sám či na žádost obviněného, rozhoduje o dalším trvání vazby v přípravném řízení, o omezení vazebních důvodů či o nahrazení vazby jinými opatřeními (zárukou, slibem, dohledem probačního úředníka či peněžitou zárukou). Proti jeho rozhodnutím je přípustná stížnost, o které rozhoduje soudce. V řízení před soudem veškeré rozhodování o vazbě činí soud.
Právními teoretiky i praxí někdy bývá současná úprava vazebního řízení kritizována jako příliš komplikovaná.

## Význam a povaha vazby
Vazba je fakultativním prostředkem, který by měl být používán orgány činnými v trestním řízení zdrženlivě, tedy úměrně k závažnosti stíhaného skutku, osobě obviněného a naléhavosti vazebních důvodů. Ve výkonu vazby nesmí být ponižována lidská důstojnost obviněného, vazba nesmí sloužit jako prostředek nátlaku na obviněného, aby se např. přiznal ke spáchání stíhaného trestného činu, aby spolupracoval s orgány činnými v trestním řízení či aby vypovídal proti dalším osobám.
Jelikož vazba představuje jeden z nejintenzivnějších zásahů do práv osoby, je také častým předmětem rozhodovací praxe Ústavního soudu České republiky, který se výrazným způsobem podílí na výkladu vazebního práva, a to jak jednotlivých právních pojmů používaných trestním řádem (např. hrozba vysokého trestu), tak i institutů upravených v Listině základních práv a svobod, jakož i v relevantních mezinárodních smlouvách o ochraně základních lidských práv a svobod (např. právo obviněného na slyšení před soudem rozhodujícím o vazbě, a to i v případě rozhodování o dalším trvání vazby).